# Cryphaea nitens
Cryphaea nitens là một loài Rêu trong họ Cryphaeaceae. Loài này được (Müll. Hal.) Schimp. ex Paris miêu tả khoa học đầu tiên năm 1900.